# Katia García
Katia Itzel García Mendoza (* 1. September 1992 in Mexiko-Stadt) ist eine mexikanische Fußballschiedsrichterin.

## Werdegang

### National
García, die als eine der talentiertesten mexikanischen Schiedsrichterinnen gilt, hatte ursprünglich selbst zwischen einer Laufbahn als Schiedsrichterin und Trainerin geschwankt; und entschied sich schließlich für den eingeschlagenen Weg, weil sie selbst lieber auf dem Spielfeld tätig sein wollte.
Katia García begann ihre Schiedsrichter-Laufbahn 2015 im Amateurbereich und wechselte ein Jahr später in den Profibereich, wo sie zunächst in der Liga TDP zum Einsatz kam.
In Mexiko leitet sie regelmäßig Spiele der mexikanischen Frauenfußballliga und kommt seit 2022 auch regelmäßig in den Finalspielen der Liga MX Femenil zum Einsatz, wo sie unter anderem das Finale um den Campeón de Campeones der Saison 2021/22 zwischen Chivas Femenil und Rayadas de Monterrey leitete. Außerdem leitete sie das Finalrückspiel der Apertura 2022 zwischen den Tigres Femenil und América Femenil (2:0) sowie das Finalhinspiel der Clausura 2023 zwischen Pachuca Femenil und América Femenil (1:2).
In der Zwischenzeit hatte sie am 26. Juli 2022 bereits einen neuen Rekord aufgestellt, als sie die erste Frau war, die ein Spiel der zweitklassigen Liga de Expansión MX im Männerfußball (zwischen Atlético La Paz und dem Celaya FC) leitete.

### International
Seit 2019 ist García FIFA-Schiedsrichterin und seit 2023 auch als VAR im Einsatz.
García war am 18. Juli 2022 Schiedsrichterin im Finale der CONCACAF W Championship 2022 zwischen den Vereinigten Staaten und Kanada (1:0).
Zudem wurde García für die U-17-Weltmeisterschaft 2022 in Indien nominiert. Bei dieser leitete sie mit Mayte Chávez und Enedina Caudillo insgesamt drei Spiele, darunter am 30. Oktober 2022 das Finale zwischen Kolumbien und Spanien (0:1).
Im Januar 2023 wurde García für die Weltmeisterschaft 2023 in Australien und Neuseeland nominiert. Gemeinsam mit ihren Assistentinnen Karen Díaz und Enedina Caudillo kam sie zu zwei Spielleitungen in der Gruppenphase.
Beim olympischen Fußballturnier 2024 gehört sie García – erneut begleitet von Díaz und Sandra Ramírez – ebenfalls zum Aufgebot der Unparteiischen. Am 25. Juli 2024 leitete sie im Marseille-Stadion das olympische Gruppe-B-Spiel Deutschland gegen Australien.

## Einsätze bei Turnieren

### Fußball-Weltmeisterschaft der Frauen 2023
| Phase        | Datum         | Spielort   | Heimmannschaft | Gastmannschaft | Ergebnis  |
| ------------ | ------------- | ---------- | -------------- | -------------- | --------- |
| Gruppenphase | 25. Juli 2023 | Wellington | Neuseeland     | Philippinen    | 0:1 (0:1) |
| Gruppenphase | 31. Juli 2023 | Brisbane   | Irland         | Nigeria        | 0:0       |

### Olympisches Fußballturnier 2024
| Phase           |  | Datum         | Spielort  | Heimmannschaft | Gastmannschaft | Ergebnis                        |
| --------------- |  | ------------- | --------- | -------------- | -------------- | ------------------------------- |
| Gruppenphase    |  | 25. Juli 2024 | Marseille | Deutschland    | Australien     | 3:0 (1:0)                       |
| Gruppenphase    |  | 30. Juli 2024 | Marseille | Neuseeland     | Frankreich     | 0:3 (0:1)                       |
| Viertelfinale   |  | 3. Aug. 2024  | Lyon      | Spanien        | Kolumbien      | 2:2 n. V. (2:2, 0:1), 4:2 i. E. |
| Spiel um Bronze |  | 9. Aug. 2024  | Lyon      | Spanien        | Deutschland    | 0:1 (0:0)                       |